# Det russiske spørgsmål
Det russiske spørgsmål (russisk: Русский вопрос) er en sovjetisk politisk dramafilm fra 1948 produceret af Mosfilm og instrueret af Mikhail Romm. Det er en filmatisering af et skuespil af samme navn skrevet af den sovjetiske digter og journalist Konstantin Simonov.

## Handling
Filmen foregår i 1946. En førende amerikansk avis sender sin dygtige korrespondent, Harry Smith, til Sovjetunionen. Hans opgave er at skrive skræmmende reportager om Sovjetunionens krigerriske og ekspansive intentioner med det formål at understøtte amerikanske massemediers propagandakampagne mod USSR. Harry flytter til USSR, hvor han bliver begejstret for landet, som er helt forskelligt fra det han er blevet fortalt af den "frie presse" i USA. Tilbage i USA finder Harry sig selv splittet mellem sin samvittighed som en ærlig journalist og det onde pres fra hans overordnede, der vil tvinge ham til at skrive den belejlige usandhed.
Når henses til filmens ideologiske vinkel fremstår Det russiske spørgsmål imidlertid rimeligt sofistikeret og objektiv i dens kritik af det amerikanske samfund i begyndelsen af den kolde krig. Imodsætning til mange andre sovjetiske propagandafilm antager Romms drama et amerikansk perspektiv, og det sovjetiske samfund berøres alene perifert i filmen. Det meste af filmen centrerer sig om amerikansk kultur, samfund, politik og levevis.

## Medvirkende
- Vsevolod Aksjonov — Harry Smith
- Jelena Kuzmina — Jessie West
- Mikhail Astangov — McPherson
- Mikhail Nazvanov — Jack Gould
- Boris Tenin — Bob Murphy